# Simko Shikak
Ismail Agha Shikak, ook wel Simko Shikak of Simitquh genoemd, was een Koerdisch hoofd van de Shakak clan. Hij kwam uit een prominente feodale familie in Cahriq in Iran. Hij leidde de naar hem vernoemde Simko Shikakopstand, waarin hij samen met Koerdische boeren het Iraanse leger meerdere keren heeft verslagen. Shikak was verantwoordelijk voor de massamoord op 1000 Assyriërs in Salamas.
Na de moord op Mar Shimun XXI door Simko Shikak, gingen de troepen van Agha Petros en Malik Khoshaba samenwerken en zij versloegen de troepen van Simko Shikak. In 1930 stuurde de Iraanse generaal Hassan Muqaddam een brief naar Simko Shikak, waarin stond dat Shikak uitgenodigd werd in Oshnavieh. Hier werd Simko Shikak aangevallen in een hinderlaag, waar hij omkwam.